# 山巷清真寺
山巷清真寺是中国江苏省主要清真寺之一，位于镇江市城西清真寺街84号，又名城西清真寺，被列入全国100所著名清真寺名录，和镇江市重点文物保护单位。
这是一座中国古典风格的清真寺，包括礼拜大殿、对厅、讲堂、水房等，占地3.5亩，建筑总面积1600平方米。该寺在1853年曾毁于太平天国战争，1873年和1902年2次重修扩建。文革期间曾被工厂、学校占用，1981年归还。 
该寺是全国三大伊斯兰印经处之一，并创办清真大学，知名尔林有安徽亳州王宝云阿訇、粤东杨竹坪阿匐、河南桑坡买俊三阿訇、安徽和县马品三阿訇等。